# Thành Kiểu
Thành Kiểu (tiếng Trung: 成蟜; bính âm: Chengjiao, 257 TCN - 239 TCN), hay Thạnh Kiều (盛橋), là công tử nước Tần thời Chiến Quốc trong lịch sử Trung Quốc. Thành Kiểu là con trai của Tần Trang Tương vương, em trai khác mẹ của Tần Thủy Hoàng.

## Cuộc đời
Thành Kiểu là con trai của Tần Trang Tương vương Dị Nhân, em khác mẹ của Tần vương Chính. Năm 242 TCN, Hàn Hoàn Huệ vương đem trăm dặm đất đai cắt cho Tần, Tần vương Chính phái Thành Kiểu đến tiếp nhận. Thành Kiểu sau đó được phong làm Trường An quân (長安君).
Năm 239 TCN, Tần vương Chính phái Thành Kiểu dẫn quân đánh Triệu. Thành Kiểu ở Đồn Lưu phản Tần hàng Triệu. Quân Tần đánh hạ Đồn Lưu, Thành Kiểu qua đời, trong Tần Thủy Hoàng bản kỷ có ghi lại: "Tướng quân bích tử". Tá tốt Bồ Hạc (蒲鶮) bị giết, phanh thây. Bộ hạ bị liên đới xử trảm. Dân Đồn Lưu bị lưu đày đến Lâm Thao.
Triệu Điệu Tương vương sau đó lấy ấp Nhiêu tặng Trường An quân.

## Tranh luận
Một số sử gia thời Thanh là Ngô Dụ Thùy, Hoàng Thức Tam nhận định rằng việc Thành Kiểu được phong quân ở Trường An, vốn thuộc lãnh thổ nước Triệu, là bằng chứng cho việc tư thông ngoại quốc. Đồng thời cho rằng sự kiện Thành Kiểu tạo phản có sự ủng hộ của vương tộc nước Tần, nhằm mục đích đoạt ngôi vua, khi Tần vương Chính bị nghi ngờ không phải con ruột của Trang Tương vương.
Sử gia hiện đại Tân Đức Dũng thì tham khảo các quan điểm của các sử gia cận đại Tiền Đại Hân, Hứa Tông Ngạn, Lý Từ Minh, nhận định trong trường hợp này, đất Nhiêu không đáng để Thành Kiểu từ bỏ Trường An, phản quốc. Trường An quân được phong ở Nhiêu là chú của Triệu Điệu Tương vương, từng được Xúc Long đưa sang nước Tề làm con tin.
Tân Đức Dũng cho rằng chữ "phản" (反) trong trường hợp này hiểu theo nghĩa là "phản" (返, phản hồi). Sự kiện được hiểu như sau: Thành Kiểu trên đường khải hoàn thì bị bệnh, chết ở quân doanh. Đất Đồn Lưu vốn thuộc nước Hàn, nên tá tốt Bồ Hạc nhân cơ hội nổi dậy, sau bị tiêu diệt. Theo đó, Thành Kiểu chưa từng phản Tần, do đó giải thích vì sao nước Triệu mới không hề đem quân đến tiếp viện, cùng với việc Thành Kiểu không bị xét là đầu sỏ, chịu hình phạt phanh thây.

## Gia đình
Theo Lý Khai Nguyên, Tần Tử Anh, vị vua cuối cùng của nhà Tần, là con trai của Thành Kiểu. Theo quan điểm này, Thành Kiểu đầu hàng rồi chạy sang nước Triệu, cuối cùng chết ở đó. Tử Anh là con trai của Thành Kiểu bị bỏ lại ở nước Tần, không có quyền thừa kế đế vị, nên thoát nạn khi Tần Nhị Thế giết hại tất cả con cháu trực hệ của Tần Thủy Hoàng.

## Trong văn hóa

### Tiểu thuyết
Trong tiểu thuyết Đông Chu liệt quốc chí, Thành Kiểu xuất hiện trong 103, với tên Thành Kiệu (成嶠), là con ruột của Tần vương Dị Nhân. Tần vương Chính trong tiểu thuyết là con của Lã Bất Vi, nên coi Thành Kiệu (con ruột của Dị Nhân) là mối họa. Vì Thành Kiệu tuổi còn trẻ, không biết việc binh, Lã Bất Vi phái Phàn Ô Kỳ cùng Thành Kiệu làm thống soái, dẫn quân chi viện Mông Ngao, Trương Đường đánh Triệu. Ở Đồn Lưu, Phàn Ô Kỳ đem thân thế của Tần vương Chính nói cho Thành Kiệu, cùng nhau tạo phản. Tần vương phái Vương Tiễn, Trương Đường, Hoàn Nghĩ, Vương Bí dẫn 10 vạn quân đến đàn áp. Phàn Ô Kỳ dũng mãnh chống cự, khiến quân Tần không làm gì được. Vương Tiễn liền phái bạn cũ Dương Đoan Hòa đến chiêu hàng. Thừa dịp Phàn Ô Kỳ đang tác tiến ngoài thành, Thành Kiệu ở trên tường thành xem xét, Dương Đoan Hòa khống chế Thành Kiệu, mở cửa thành đón quân Tần. Phàn Ô Kỳ chạy sang Yên. Thành Kiệu bị bêu đầu. Bộ hạ bị liên đới xử tử. Dân Đồn Lưu bị đày đến Lâm Thao.

### Truyện tranh
Trong truyện tranh Vương giả thiên hạ của Hara Yasuhisa, Thành Kiểu (せいきょう; Sei Kyou) xuất hiện ở chương 4, là lãnh đạo của thế lực vương đệ, có phu nhân Lưu Y (瑠衣; Ru I).
Trong truyện tranh Thiên tử truyền kỳ của Hoàng Ngọc Lang, Thành Kiểu là con của Dị Nhân với dân nữ Cô Nga (孤娥) người nước Triệu. Quan hệ giữa Thành Kiểu với Doanh Chính dù có mâu thuẫn nhưng vẫn hòa thuận. Chỉ đến khi Lã Bất Vi phái cao thủ đến ám sát mới trở mặt thành thù. Trong chiến dịch Tây Nhung, Thành Kiểu giết hại Điền Huyền Tử (田玄子), Kiếm Đế (劍帝), Trâu Tung Thiên (鄒縱天), nhưng thua dưới tay Doanh Chính, bị đày đến Hàm Dương. Khi Doanh Chính đăng cơ, Thành Kiểu phát động nổi dậy, nhưng do mất hết công lực mà chết trong loạn quân.

### Phim ảnh
Trong Lã Bất Vi truyền kỳ, Thành Kiểu là anh trai khác mẹ của Doanh Chính, do Dị Nhân bị Lã Bất Vi cho uống thuốc triệt sản.
Trong Tầm Tần ký, Thành Kiểu bị Lã Bất Vi ép tạo phản. Sau đó Lã Bất Vi bắt cóc người vợ đang mang thai của Thành Kiểu, bắt Thành Kiểu phải nhận là chủ mưu. Sau khi Thành Kiểu bị xử tử, Lã Bất Vi giết luôn vợ Thành Kiểu để trừ hậu hoạn.

## Phụ chú
1. ↑  Nguyên văn: 将军壁死. Có lý giải rằng "bích tử" (壁死) nghĩa là tự sát trên tường thành. Do đó nghĩa của câu là "Tướng quân tự sát trên tường thành", chứ không phải "Tướng quân Bích chết".
2. ↑  Nguyên văn: Tốt ở Đồn Lưu là Bồ Hạc làm phản, phanh thây kẻ này (卒屯留蒲鶮反, 戮其尸.; Tốt Đồn Lưu Bồ Hạc phản, lục kỳ thi).